# Národní akademie věd Arménské republiky

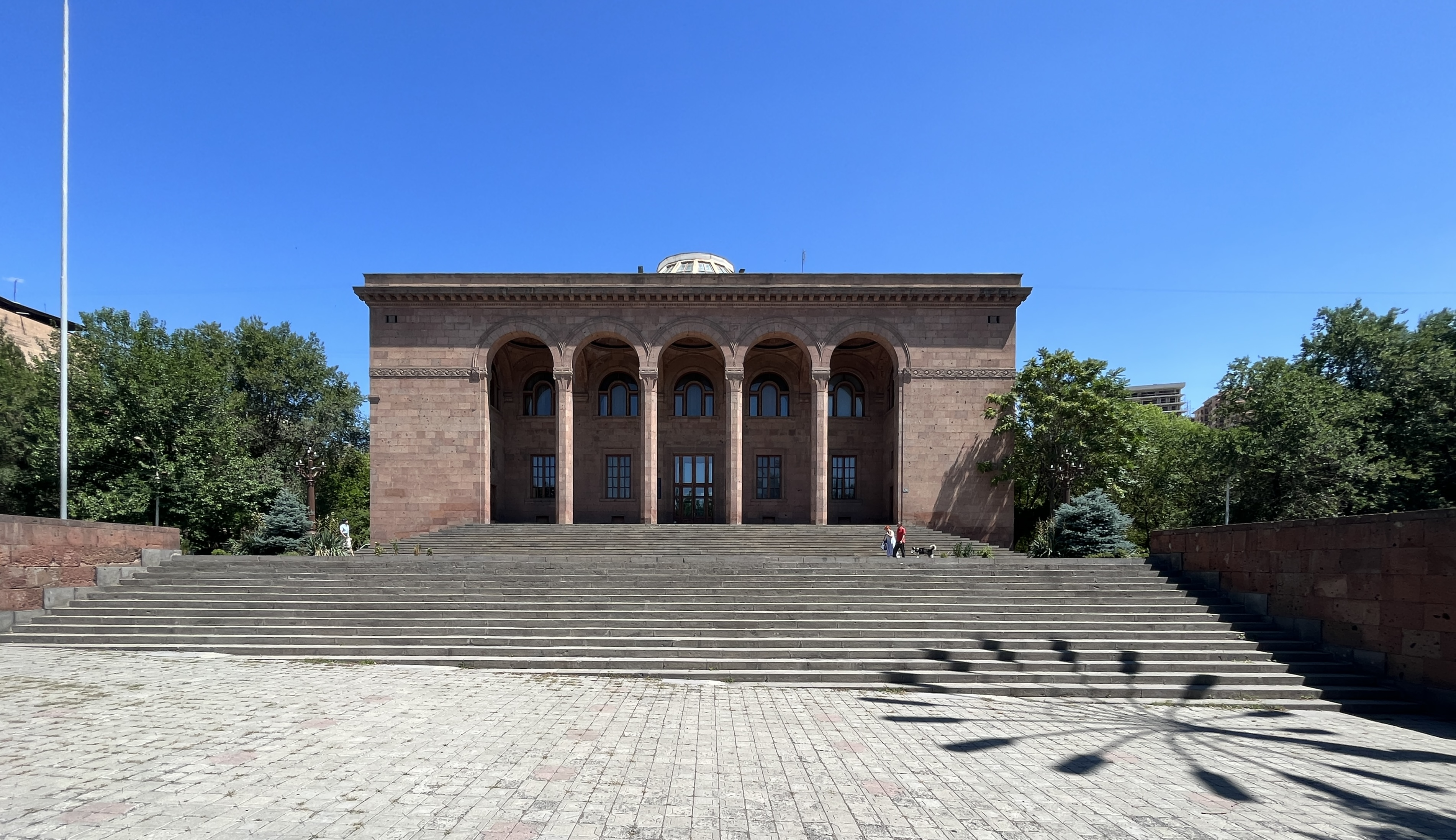
Sídlo akademie

Národní akademie věd Arménské republiky (arménsky: Հայաստանի Հանրապետության գիտությունների ազգային ակադեմիա) je arménská učená společnost se sídlem v Jerevanu. Byla založena 10. listopadu 1943 jakožto Akademie věd Arménské sovětské socialistické republiky. Současný název nese od roku 1992. Jejím zakladatelem a prvním prezidentem (1943–1947) byl orientalista Joseph Orbeli. Na jeho postu ho vystřídal známý astrofyzik Viktor Amazaspovič Ambarcumjan, který akademii pak vedl celých 46 let (1947–1993). Akademie má pět sekcí: 1) matematiky a technických věd, 2) fyziky a astrofyziky, 3) přírodních věd, 4) chemie a geologie, 5) armenistiky a společenských věd. Sídlí na Baghramjanově třídě v Jerevanu. Akademii podléhá 34 vědeckých ústavů a jiných institucí, včetně nakladatelství Gitutjun. Je státní organizací řízenou dle zákona přijatého v roce 2011. Od roku 2010 akademie uděluje Mezinárodní cenu. Při svém založení měla 23 akademiků, v současnosti je to 33 akademiků, plus  45 členů korespondentů, 5 čestných členů, 116 zahraničních členů, 43 čestných lékařů, 340 doktorů věd a přes 1100 kandidátů věd. Celkem má více než 3800 členů.